# Ejektiva
Ejektivor är konsonanter som bildas med dubbel förträngning. Dels spärras glottis av, dels görs en förträngning i ytterligare någon del av talröret. Genom höjning av struphuvudet skapas ett övertryck, och när den främre förträngningen släpps, så bildas ett hörbart ljud. Ejektivor använder sig alltså inte av en luftström från lungorna som huvudsaklig ljudkälla, det vill säga de är icke-pulmoniska, ett särdrag de delar med implosivor och klickljud.
En alternativ benämning på ejektivor är glottal-egressiv konsonant, där glottal syftar på avspärrningen vid glottis, och egressiv visar på att luftströmmen är utåtgående. Om luftströmmen i stället är inåtgående (ingressiv) så bildas implosivor.
Om den främre förträngningen är en total avspärrning, bildas en ejektiv klusil, och om den inte är total, en ejektiv frikativa eller en ejektiv affrikata. Då de flesta ejektivor är klusiler, så kallas dessa ofta enbart för ejektiva.
Då glottis är slutet, så kan inte stämläpparna (stämbanden) vibrera, och därför är alla ejektivor tonlösa. 
Ejektivor är vanligt förekommande i till exempel indianspråk och kaukasiska språk.
I IPA markeras ejektivor med ett tillägg av [ʼ] till den klusil, affrikata eller frikativa som har motsvarande förträngning av ansatsröret som berörd ejektiva; till exempel skrivs en bilabial ejektiva [pʼ].
| Icke-pulmoniska konsonanter |        |       |       |       |         |       |       |        |        |       |
| \| \| bilab. \| dent. \| alve. \| alve. \| postal. \| retr. \| retr. \| palat. \| velara \| uvul. \| \| Klickljud \| ʘ \| ǀ \| ǁ \| ǁ \| ǃ \| 𝼊 \| 𝼊 \| ǂ \| ʞ \| \| \| Implosivor \| ɓ \| ɗ \| ɗ \| ɗ \| ɗ \| ᶑ \| ᶑ \| ʄ \| ɠ \| ʛ \| \| Ejektivor \| pʼ \| \| tʼ \| sʼ \| \| ʈʼ \| ʂʼ \| \| kʼ \| qʼ \| |        |       |       |       |         |       |       |        |        |       |
| | bilab. | dent. | alve. | alve. | postal. | retr. | retr. | palat. | velara | uvul. |
| Klickljud | ʘ      | ǀ     | ǁ     | ǁ     | ǃ       | 𝼊     | 𝼊     | ǂ      | ʞ      |       |
| Implosivor | ɓ      | ɗ     | ɗ     | ɗ     | ɗ       | ᶑ     | ᶑ     | ʄ      | ɠ      | ʛ     |
| Ejektivor | pʼ     |       | tʼ    | sʼ    |         | ʈʼ    | ʂʼ    |        | kʼ     | qʼ    |